# 沙勒朗日
沙勒朗日（法語：Challerange，法語發音：[ʃalʁɑ̃ʒ]）是法国大東部大區阿登省的一个市镇，属于武济耶区。

## 地理
沙勒朗日（49°18'38"N, 4°44'43"E）面积11.13 平方千米，位于法国大東部大區阿登省，该省份为法国北部内陆省份，西接埃纳省，南至马恩省，东临默兹省，北与比利时接壤。
与沙勒朗日接壤的市镇（或旧市镇、城区）包括：布雷西-布里耶尔、蒙舍坦、蒙图瓦、穆龙、圣莫雷尔、沃莱穆龙。

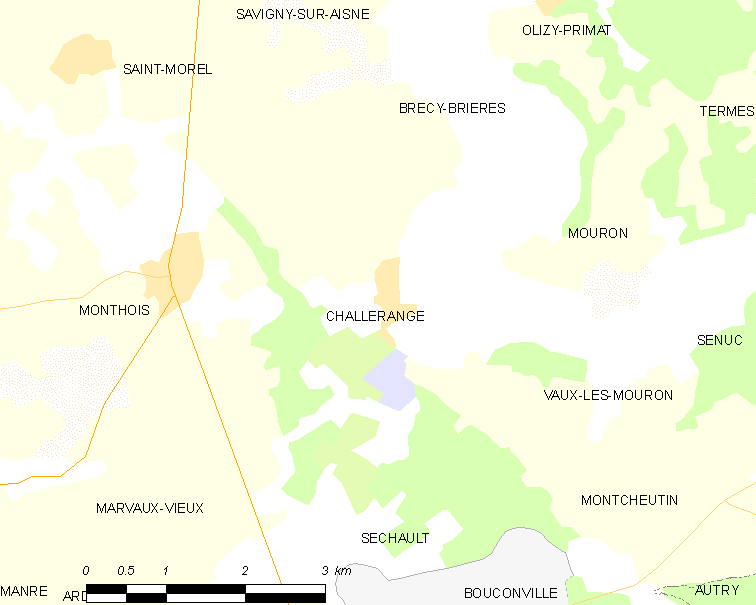
沙勒朗日的OSM定位图

沙勒朗日的时区为UTC+01:00、UTC+02:00（夏令时）。

## 行政
沙勒朗日的邮政编码为08400，INSEE市镇编码为08097。

## 政治
沙勒朗日所属的省级选区为阿蒂尼县。

## 人口

1962-2008年间沙勒朗日人口变化图示

沙勒朗日于2022年1月1日时的人口数量为423人。